# Смирнов, Юрий Николаевич (физик)
Юрий Николаевич Смирнов (1937—2011) — советский и российский учёный-физик (специалист в области ядерной физики).

## Биография
С 1960 по 1963 год был сотрудником теоретического сектора в Арзамасе-16, возглавляемого А. Д. Сахаровым и занимавшегося разработкой термоядерного оружия. Один из разработчиков Царь-бомбы. Непосредственно участвовал в советской программе по использованию подземных ядерных взрывов в мирных целях. Ведущий научный сотрудник Российского научного центра «Курчатовский институт». Автор ряда важных публикаций по истории советского атомного проекта.

## Книги
Харитон Ю.Б., Смирнов Ю.Н. [militera.lib.ru/research/hariton_smirnov/index.html Мифы и реальность советского атомного проекта]. — Арзамас-16: ВНИИЭФ, 1994. — 72 с.

## Статьи
- Смирнов, Ю. Н. И. В. Курчатов и власть // Вопросы истории естествознания и техники. — 2003. — № 1.
- Адамский, В. Б. 50-мегатонный взрыв над Новой Землей / В. Б. Адамский, Ю. Н. Смирнов // Вопросы истории естествознания и техники. — 1995. — № 3.
- Адамский, В. Б. О создании советской водородной (термоядерной) бомбы / В. Б. Адамский, Ю. Н. Смирнов, Ю. Б. Харитон // УФН. — 1996. — Т. 166. — С. 201–205. — doi:10.3367/UFNr.0166.199602f.0201.
- Адамский, В. Б. Ещё раз о создании советской водородной бомбы / В. Б. Адамский, Ю. Н. Смирнов // УФН. — 1997. — Т. 167. — С. 899–902. — doi:10.3367/UFNr.0167.199708i.0899.